# Isa Engström
Isa Engström, född 1990, är en svensk barnskådespelerska.

## Filmografi
- 1999 – Tsatsiki, morsan och polisen – Maria Grynwall
- 2001 – Tsatsiki - vänner för alltid – Maria Grynwall
- 2006 – Älskar alla sina barn[4] – regi Markus Andréasson